# Madagaskarralreiger
De madagaskarralreiger (Ardeola idae) is een bedreigde vogel uit de familie van de reigers (Ardeidae). De vogel werd in 1860 door  Gustav Hartlaub geldig beschreven. Het is een bedreigde vogelsoort die broedt op Madagaskar, de Seychellen en Réunion.

## Kenmerken
De vogel meet zo'n 45 tot 48 centimeter en heeft een gedrongen postuur. Zijn verenkleed is in het broedseizoen zuiver wit met lange kuifveren op de kop. De snavel is blauw en de poten zijn rood.
Buiten het broedseizoen zijn de boven- en achterkant van de kop oker met brede zwarte strepen. De snavel is grijsgroen met een zwart uiteinde. De iris is geel. Zijkanten van het hoofd en de keel zijn geelbruin tot zwartbruin met smalle stroken. De rug is donkerbruin met wit of geelbruine strepen. Romp en staart zijn wit. De onderkant van de vleugels is wit, wat in de vlucht een opvallend contrast oplevert. Jonge vogels lijken op de volwassen vogels in hun winterkleed. De vleugels zijn blauwgrijs, de snavel is oranje.

## Verspreiding, leefgebied en voortplantingsgedrag
De madagaskarreiger broedt alleen op Madagaskar, op de Seychellen en Réunion, buiten het broedseizoen komt hij voor op de Comoren, in Mozambique, Zimbabwe, Zambia, Malawi, Tanzania, Kenia, Oeganda, Burundi, Rwanda en Congo-Kinshasa en als dwaalgast in Angola, Somalië en Yemen.
Het leefgebied bestaat uit  draslanden, meren, vijvers, beken, sloten en rijstvelden. Daar voedt deze reiger zich met kikkers, vissen, kleine hagedissen en insecten waar hij vanaf de kant of in ondiep water opjaagt,
Het broedseizoen ligt aan het begin van het regenseizoen in Madagaskar. Het nest van takken wordt gebouwd in bomen of struiken op een hoogte van een halve tot vier meter in kolonies samen met de (gewone) ralreiger. Het vrouwtje legt gewoonlijk drie tot vier eieren over een periode van maximaal drie dagen. De eieren komen na 20 dagen uit. Beide ouders broeden en voeden de jongen

## Status
De grootte van de populatie werd in 2016 door BirdLife International geschat op 1300 tot 4000 volwassen individuen en de populatie-aantallen nemen af door habitatverlies. Ontbossing en het omzetten van draslanden naar rijstvelden hebben een negatief effect op het voortbestaan van deze soort. De broedpopulaties zijn hierdoor in de laatste decennia gestaag afgenomen. Kolonies die in de jaren 1960 nog honderden broedparen bevatten, bestonden rond 2010 nog slechts uit enkele tientallen paren. Om deze redenen staat deze soort als bedreigd op de Rode Lijst van de IUCN.